# Sheshatshiu
Sheshatshiu is een indianenreservaat van de Innu in de Canadese provincie Newfoundland en Labrador. De nederzetting is gelegen aan Lake Melville, centraal in de regio Labrador, en wordt bestuurd door de Sheshatshiu Innu First Nation.

## Toponymie
Sheshatshiu staat officieel ook bekend als Sheshatshiu 3. Alternatieve spellingswijzen van de plaats zijn Sheshatshit en Sheshashit.

## Geschiedenis
North West River werd officieel een gemeente in het jaar 1958. Sheshatshiu maakte sinds dan deel uit van die gemeente totdat de plaats er op 1 april 1980 van werd afgescheiden om een zelfstandige gemeenschap te worden. Sinds 2006 is het een federaal erkend indianenreservaat.
De gemeenschap heeft, net als de Labradorse Innugemeenschap van Natuashish, te maken met hoge zelfmoordcijfers. In oktober 2019 riep het bestuur een "zelfmoordcrisis" uit nadat er tien mensen een zelfmoordpoging ondernamen in slechts een handvol dagen tijd.
Op 4 september 2023 brandde het gebouw van het reservaatsbestuur volledig af na een vermoedelijk geval van brandstichting.

## Geografie
Sheshatshiu ligt aan de monding van de North West River in Lake Melville, een groot estuarium in de regio Labrador. Aan de overkant van het riviertje ligt het dorp North West River, dat via een brug met Sheshatshiu verbonden is. De twee enigszins met elkaar vergroeide dorpen liggen aan het einde van Route 520, een 40 km lange provinciale route die vertrekt vanuit Happy Valley-Goose Bay.

## Demografie
Ruim 98% van de inwoners behoort tot de inheemse bevolking van het gebied, vrijwel allemaal Innu. Het vlak bij gelegen North West River heeft een erg andere demografische opbouw, met een bevolking die voor ongeveer de helft uit Inuit en de andere helft uit blanken bestaat. 
De voorbije decennia kende het reservaat een vrijwel continue demografische groei. Tussen 1991 en 2016 steeg de bevolkingsomvang van 839 naar 1.500, wat neerkomt op een stijging van 78,8% in 25 jaar tijd. Deze sterke bevolkingsgroei staat in schril contrast met de demografische situatie van het merendeel van de afgelegen plaatsen in de provincie. In de periode 2016–2021 kende het reservaat echter een bevolkingsterugval.
| Demografische ontwikkeling van Sheshatshiu tussen 1991 en 2021  |
| --------------------------------------------------------------- |
|                                                                 |
| Bron: Statistics Canada (1991–1996, 2001–2006, 2011–2016, 2021) |

## Gezondheidszorg
Gezondheidszorg wordt in het reservaat aangeboden door de Mani Ashini Community Clinic. Deze gemeenschapskliniek valt onder de bevoegdheid van de gezondheidsautoriteit Labrador-Grenfell Health (met inspraak van het lokale band council) en biedt de inwoners van Sheshatshiu en North West River eerstelijnszorg en spoedzorg aan. Er zijn zes personeelsleden in dienst, met name drie verpleegsters, een personal care attendant, een thuiszorgverlener en een administratief medewerker, met daarnaast de regelmatige aanwezigheid van een bezoekend arts.